# Капецано-Колоња (Салерно)
Капецано-Колоња (итал. Capezzano-Cologna) је насеље у Италији у округу Салерно, региону Кампанија.
Према процени из 2011. у насељу је живело 3023 становника. Насеље се налази на надморској висини од 116 м.